# Foudia omissa
Foudia omissa là một loài chim trong họ Ploceidae.